# Парламентские выборы в Болгарии (апрель 2021)
Парламентские выборы в Болгарии в апреле 2021 года проводились для избрания членов парламента в 45-е Ординарное национальное собрание Республики Болгарии. Прошли 4 апреля 2021 года. В результате выборов не удалось сформировать правительство из-за непримиримых разногласий между парламентскими партиями, и были назначены следующие выборы на июль 2021 года.

## Избирательная система
240 членов Национального собрания избираются пропорциональным представительством по методу закрытого списка  в 31 многомандатных  округов. Каждый из них представлен в парламенте  4 - 16 местами. Избирательный порог составляет 4%. Также открылись избирательные участки за границей. Несколько десятков участков открылись в Турции, США, Германии и Испании.

## Предварительные результаты
Зарегистрировано 6 525 625 избирателей. Из них проголосовало 3 254 899 человек.
На выборах было зарегистрировано 22 партии и 8 коалиций.
После подсчёта 100 % голосов по данным Центризбиркома.
- коалиция ГЕРБ—СДС — 837 671 голосов (25,74 %).
- «Есть такой народ» — 564 989 голосов (17,36 %).
- Болгарская социалистическая партия (БСП) — 480 124 голосов (14,75 %).
- Движение за права и свободы (ДПС) — 335 701 голосов (10,31 %).
- коалиция Демократическая Болгария (Демократы за сильную Болгарию, Зелёные) — 302 270 голосов (9,29 %).
- коалиция Вставайте! Мафия вон![англ.] («Движение 21», Движение «Болгария граждан», Единая народная партия, Вольт Европа, Болгарский земледельческий народный союз — Народный союз) — 150 921 голосов (4,64 %).

Среди новичков парламента — списки «протестных» партий — «Есть такой народ», «Демократическая Болгария» и «Вставайте! Мафия вон!», образованных год или два года назад.
Остальные партии набрали меньше 4 %, в том числе, ВМРО-Болгарское национальное движение получило 3,58 %, Болгарское национальное объединение — 2,90 %.

## Распределение мест в парламенте по результатам выборов
| 75         | 51               | 43                                       | 29                                | 27                       | 14                    |
| ГЕРБ — СДС | Есть такой народ | Болгарская социалистическая партия (БСП) | Движение за права и свободы (ДПС) | Демократическая Болгария | Вставайте! Мафия вон! |

Такой результат означает патовую ситуацию для создания коалиции. Три «протестные» партии заявили что не желают создавать коалицию с ГЕРБ — СДС, БСП и ДПС, но могут создать коалиционное правительство только между собой, но им не хватает голосов для коалиции. По правилам, победителям (ГЕРБ—СДС) даётся неделя, если они не смогут создать коалицию, следующая неделя даётся второй партии («Есть такой народ»), а если те не создадут коалицию — ещё неделя даётся третьей партии (БСП). Если и после этого правительство создано не будет, то президент назначает временный «кабинет» и готовятся повторные выборы. Так как президент представляет БСП, этот сюжет также нежелателен для большинства партий.
Чтобы партии ГЕРБ создать правительство, ей необходимо найти компромисс либо с «Есть такой народ», либо с двумя другими партиями. Протестные партии вместе обладают только 92 голосами, что недостаточно для создания правительства.
15 апреля 2021 года сформировался состав 45-го парламента (Народного Собрания) Болгарии, председателем была избрана Ива Митева от партии Есть такой народ, шесть заместителей представляют по одной из всех шести парламентских партий. За Иву Митеву проголосовали все парламентские партии кроме партии ГЕРБ.

## Неудачное формирование правительства
К началу мая 2021 было сделано три попытки формирования правительства:
1. Даниилом Митовым от ГЕРБ
2. Антуанетой Стефановой, бывшей чемпионкой мира по шахматам, от партии "Есть такой народ"
3. Корнелией Ниновой от БСП

Консенсуса найдено не было. Ни одна из партий не поддержала предложения ГЕРБа и мандат был возвращён через день. Остальные два мандата были возвращены немедленно, потому что не видно было никаких шансов создать правящую коалицию — партии категорически отказывались разговаривать друг с другом. 5 мая 2021 года парламентская группа «БСП за Болгарию» отказалась от права сформировать новое правительство страны. Повторные выборы были назначены на 11 июля 2021 года. До этого времени будет работать «служебное» правительство под руководством бригадного генерала Стефана Янева, состоящее из сторонников президента Радева.
11 июля 2021 года состоялись следующие парламентские выборы - см. Парламентские выборы в Болгарии (июль 2021).